# Psophodes
Psophodes Vigors & Horsfield, 1827 è un genere di uccelli passeriformi della famiglia degli Psophodidae.

## Etimologia
Il nome scientifico del genere, Psophodes, deriva dal greco ψοφωδης (psophōdēs, "rumoroso"), in riferimento al fatto che questi uccelli siano timidi e più facili da udire che da osservare.

## Descrizione

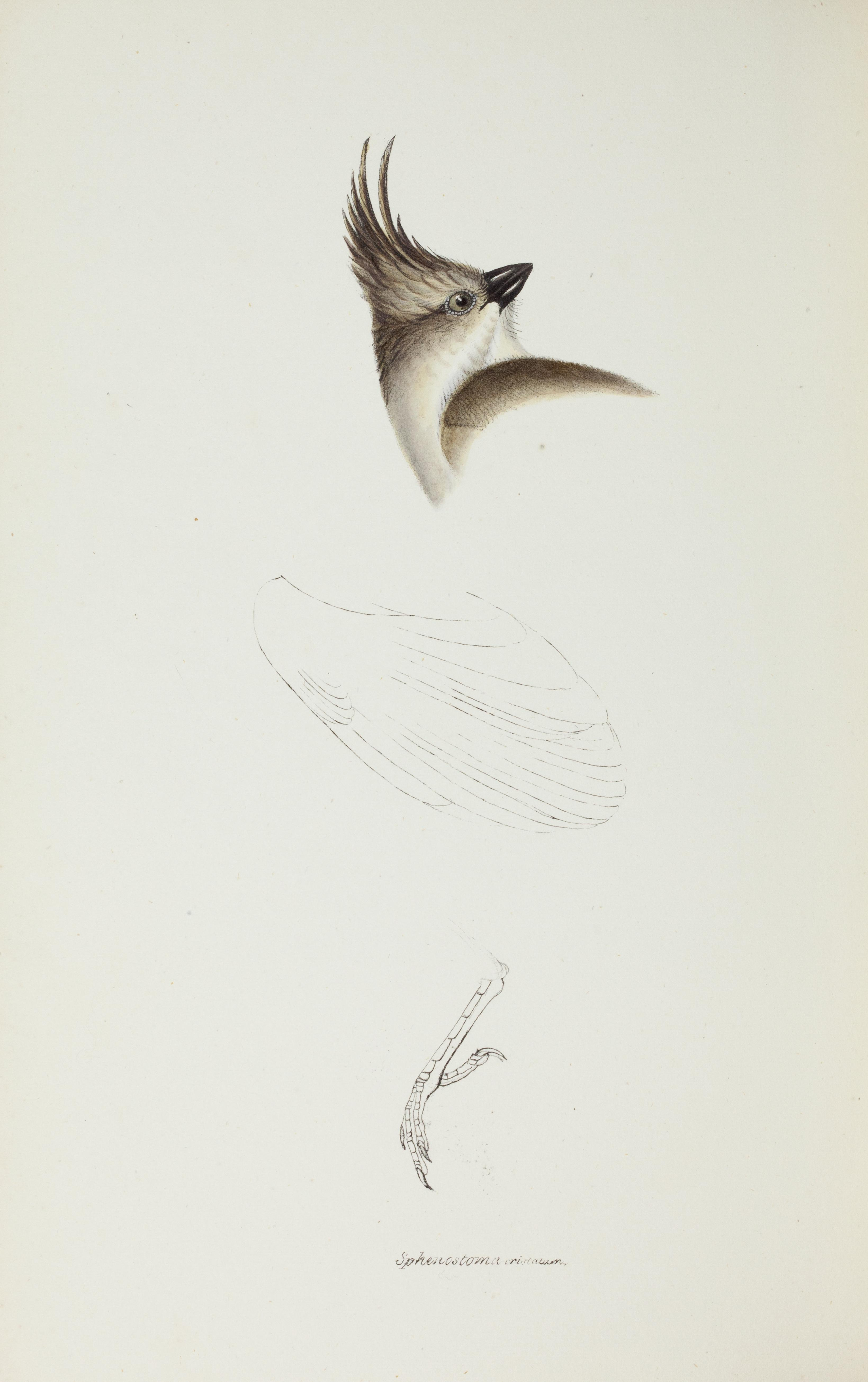
Illustrazione di varie parti anatomiche di P. cristatus.

Le specie ascritte al genere presentano aspetto simile a un peculiare incrocio fra un merlo e un cardinale: robusti e di costituzione paffuta, questi uccelli (che misurano fra i 20 e i 30 cm) presentano testa arrotondata con presenza di una cresta erettile sul vertice, corpo massiccio e robusto, ali arrotondate, becco corto, sotitle e conico, zampe allungate e robuste e coda allungata e dall'estremità squadrata.
Il piumaggio è variabile, pur tendendo a mostrare dimorfismo sessuale, con femmine più disadorne: l'uccello frustino orientale somiglia all'affine uccello frustino papua e quello occidentale è simile ma dalla colorazione più chiara, mentre le due specie di becco a cuneo sono perlopiù di colore bruno-grigiastro.

## Distribuzione e habitat
Il genere ha diffusione australiana, con l'uccello frustino orientale che popola appunto la fascia costiera occidentale dell'isola, quello orientale che vive in zone circoscritte del sud e le due specie di becco a cuneo che vivono in parapatria nella sua porzione centrale e centro-occidentale.
man mano che si va dalla porzione orientale a quella occidentale dell'areale, aumenta la preferenza per la specie presente verso habitat più secchi, purché sia presente una copertura arborea ed una quantità di sottobosco sufficienti.

## Biologia
Le specie ascritte al genere sono diurne e poco socievoli, vivendo soprattutto da sole o in coppie, al più in gruppetti familiari con i giovani non ancora maturi, e raramente associandosi a stormi misti con altri uccelli: pur essendo in grado di volare, questi uccelli tendono a passare la maggior parte del tempo al suolo, dove reperiscono il proprio cibo (in massima parte insetti ed altri invertebrati, ma soprattutto nelle zone aride anche semi e granaglie), mentre il nido viene generalmente collocato fra i rami bassi dei cespugli.

## Tassonomia
Al genere vengono ascritte quattro specie:
Genere Psophodes
- Psophodes olivaceus (Latham, 1801) - uccello frustino olivaceo
- Psophodes nigrogularis Gould, 1844 - garrulo olivaceo occidentale
- Psophodes cristatus (Gould, 1838) - becco a cuneo cinguettante
- Psophodes occidentalis (Mathews, 1912) - becco a cuneo cembalista

Mentre le due specie di becco a cuneo venivano in passato classificate come sottospecie di P. cristatus (spesso ascritta a un proprio genere monotipico, Sphenostoma), esse sono state separate in base a differenze nelle vocalizzazioni: assieme all'uccello frustino olivaceo, essi formano un clade fratello rispetto al più basale garrulo olivaceo occidentale.